# Джулай, Людмила Николаевна
Людми́ла Никола́евна Джула́й (род. 13 июня 1948, Орджоникидзе, Северо-Осетинская АССР, РСФСР, СССР) — советский и российский кинокритик. Кандидат искусствоведения (1979). Доктор искусствоведения (1999).

## Биография
Людмила Джулай окончила киноведческий факультет Всесоюзного государственного института кинематографии (1970, мастерская Ростислава Юренева). По окончании института работала редактором на Северо-Осетинской студии телевидения. В 1979 году защитила диссертацию «Становление и развитие телевизионного документализма» на соискание учёной степени кандидата искусствоведения. В 1981 году преподавала в Научно-исследовательском институте киноискусства. В 1997 году работала научным сотрудником сектора неигрового кино.
Дальнейшие вехи биографии Людмилы Джулай связаны с членством в отборочных комиссий открытого кинофестиваля неигрового кино «Россия» (Екатеринбург), международного кинофестиваля славянских фильмов «Золотой Витязь» и международного кинофестиваля «Послание к человеку» (Санкт-Петербург), а также публикацией статей в журналах «Искусство кино», «Журналист», «Урал», газетах «Вечерняя Москва», «Собеседник». В 1999 году защитила диссертацию «Отечественный кинодокументализм. Опыты социального творчества» и получила учёную степень доктора искусствоведения.
Киновед Андрей Шемякин в семитомном издании «Новейшая история отечественного кино. 1986—2000» отметил следующее:
Исследуя политическую публицистику, фильмы на исторические темы, телевизионные документальные сериалы, она переадресовывает их создателям упреки в идеологической ангажированности — упрёки, некогда высказанные ими самими своим предшественникам. Её тревожит разочарование в документализме, основанном на вере в реальность. <…> В новых же фильмах — в том числе и самых громких — не приемлет именно обесценивания реальности: таковое обесценивание, по Людмиле Джулай, есть печальная примета современной документалистики и тенденция, в которой историку видится серьёзная опасность.Андрей Шемякин

## Избранная библиография

### Книги
- Людмила Джулай, Лилиана Малькова. Неигровое кино между съездами. 1986—1990. — М. : Союз кинематографистов СССР, 1990. — 49 с.
- Людмила Джулай. Документальный иллюзион : Отечественный кинодокументализм. Опыты социального творчества. — М. : Материк, 2001. — 242 с. — ISBN 5-85646-055-3.
- Людмила Джулай. Документальное кино : Иллюзия выбора. — М. : Материк, 2007. — 197 с. — ISBN 5-85646-184-3.

### Статьи
Новейшая история отечественного кино. 1986—2000
- Людмила Джулай. Грунин Вадим // Новейшая история отечественного кино. 1986—2000. Кинословарь. Т. 1. А—И / Редкол.: Любовь Аркус и др. — СПб. : СЕАНС, 2001. — С. 290—291. — 504 с. — ISBN 5-901586-01-8.
- Людмила Джулай. Лукьянов Дмитрий // Новейшая история отечественного кино. 1986—2000. Кинословарь. Т. 2. К—П / Редкол.: Любовь Аркус и др. — СПб. : СЕАНС, 2001. — С. 191—192. — 536 с. — ISBN 5-901586-02-6.
- Людмила Джулай. Малькова Лилиана // Новейшая история отечественного кино. 1986—2000. Кинословарь. Т. 2. К—П / Редкол.: Любовь Аркус и др. — СПб. : СЕАНС, 2001. — С. 227—228. — 536 с. — ISBN 5-901586-02-6.
- Людмила Джулай. Стародубцев Сергей // Новейшая история отечественного кино. 1986—2000. Кинословарь. Т. 3. Р—Я / Редкол.: Любовь Аркус и др. — СПб. : СЕАНС, 2001. — С. 129. — 624 с. — ISBN 5-901586-03-4.

Журналы
- Людмила Джулай. Диоптрии ленинградской хроники // Искусство кино. — 1990. — № 3 (март).
- Людмила Джулай. Испытание действительностью // Искусство кино. — 1992. — № 11 (ноябрь).
- Людмила Джулай. «Синдром ЦСДФ» — до и после… // Искусство кино. — 1993. — № 8 (август).
- Людмила Джулай. «Кинопоезд» на запасном пути // Урал. — 1994. — № 6 (июнь).
- Людмила Джулай. Несмотря на обойму известных имён // Искусство кино. — 1995. — № 12 (декабрь).
- Людмила Джулай. Документальное кино — искусство следующего тысячелетия : Диалог с Д. Луньковым // Искусство кино. — 1998. — № 5 (май).